# Hart (Hampshire)
Hart is een Engels district in het shire-graafschap (non-metropolitan county OF county) Hampshire en telt 96.000 inwoners. De oppervlakte bedraagt 215 km².
Van de bevolking is 12,7% ouder dan 65 jaar. De werkloosheid bedraagt 1,6% van de beroepsbevolking (cijfers volkstelling 2001).

## Plaatsen in district Hart
- Blackwater
- Hawley
- Sherfield-on-Loddon

## Civil parishesin district Hart
Blackwater and Hawley, Bramshill, Church Crookham, Crondall, Crookham Village, Dogmersfield, Elvetham Heath, Eversley, Ewshot, Fleet, Greywell, Hartley Wintney, Heckfield, Hook, Long Sutton, Mattingley, Odiham, Rotherwick, South Warnborough, Winchfield, Yateley.